# جيلبرت إيفيل
جيلبرت إيفيل (بالهولندية: Gilbert Yvel؛ مواليد 30 يونيو 1976) هو مُقاتل فنون قتالية مختلطة هولندي.

## وصلات خارجية
- جيلبرت إيفيل على موقع يو إف سي (الإنجليزية)
- جيلبرت إيفيل على موقع شيردوغ (الإنجليزية)
- جيلبرت إيفيل على موقع Tapology.com (الإنجليزية)
- جيلبرت إيفيل على موقع IMDb (الإنجليزية)
- جيلبرت إيفيل على موقع قاعدة بيانات الفيلم (الإنجليزية)